# Heissler Guillént
Heissler Rafael Guillént Ecker (Caracas, 17 dicembre 1986) è un cestista venezuelano.

## Palmarès
- Coppa Intercontinentale: 1

Guaros de Lara: 2016